# Paribas
Banque de Paris et des Pays-Bas S.A. (Paribas) foi um banco francês que no ano 2000 foi comprado pelo BNP, dando origem ao BNP Paribas.